# 岩滩水电站
岩滩水电站位于中国广西壮族自治区大化瑶族自治县境内的红水河中游干流上，上游距龙滩水电站166公里，下游距大化水电站83公里。它是红水河的第五级水电站，也是广西第一座装机容量超百万千瓦的大型水电站。现时已准备对其扩建。
水电站上游流域面积10.658万平方公里，年平均流量1760立方米/秒，年平均年径流量555亿立方米，年输沙量为4742万吨。水库总库容33.5亿立方米，调节库容15.6亿立方米，为年调节水库。电站总装机容量为121万千瓦，年平均发电量56.6亿度。工程于1985年3月开工，1987年11月截流，1992年9月首台机组投产发电，1995年6月4台机组全部投运。 2000年5月岩滩水电站250吨级升船机建成通航
岩滩水电站以发电为主，并利用蓄水库容渠化航道153公里，还具有灌溉、航运、渔业、旅游等综合效益。